# Bombus picipes
Bombus picipes (saknar svenskt namn) är en insekt i överfamiljen bin (Apoidea) och släktet humlor (Bombus) som lever i centrala och nordvästra Kina.

## Beskrivning
Bombus picipes är en liten humla med bruna vingar och kort tunga. Drottningen, som blir mellan 15 och 17 mm lång, har övervägande gult huvud och gul päls med iblandade svarta hår på mellankroppen. Iblandningen är kraftigast mellan vingfästena, så ett mörkt band eller en central mörk fläck bildas där. De två främsta tergiterna är gula, den tredje svart med ett gult band längs bakkanten, den fjärde svart med ett orange band längs bakkanten, och resten av bakkroppen orange. Större arbetare har samma blandning av gula och svarta hår på mellankroppen, men utan drottningens mörkare mönster i mitten. Även huvudet har denna färg. Bakkroppen är gul, men tredje, och ibland fjärde tergiten har ett brett svart band längs bakkanten. Mindre arbetare är nästan helt gula med bara antydningar till iblandade mörka hår på huvud, mellankropp och tredje tergiten. Arbetarna når en längd av 9 till 12 mm. Hanarna, som blir mellan 9 och 12 mm långa, har övervägande gul kropp med iblandade svarta hår på mellankroppen. Ibland kan de ha inblandning av svart på tergit 3 till 7, och/eller iblandning av orange på tergit 5 till 7.

## Ekologi
Bombus picipes är en vanlig art i bergen på höjder mellan 900 och 3 300 m. Den samlar nektar och pollen från blommande växter som tistlar, kardborrar, Dipsacus inermis (en art ur kardväddsläktet), Leonurus japonicus (en nära släkting till hjärtstillan), Aramina (Urena lobata) och hallonsläktet. Flygtiden är lång; den varar från början av maj till slutet av oktober.

## Utbredning
Bombus picipes finns i centrala och nordvästra Kina (Peking-området och provinserna Hebei, Shanxi, Shaanxi, Gansu, Sichuan, Hubei, Anhui, Zhejiang, Fujian, Jiangxi, Hunan, Guizhou och Yunnan).